# Verstand und Gefühl

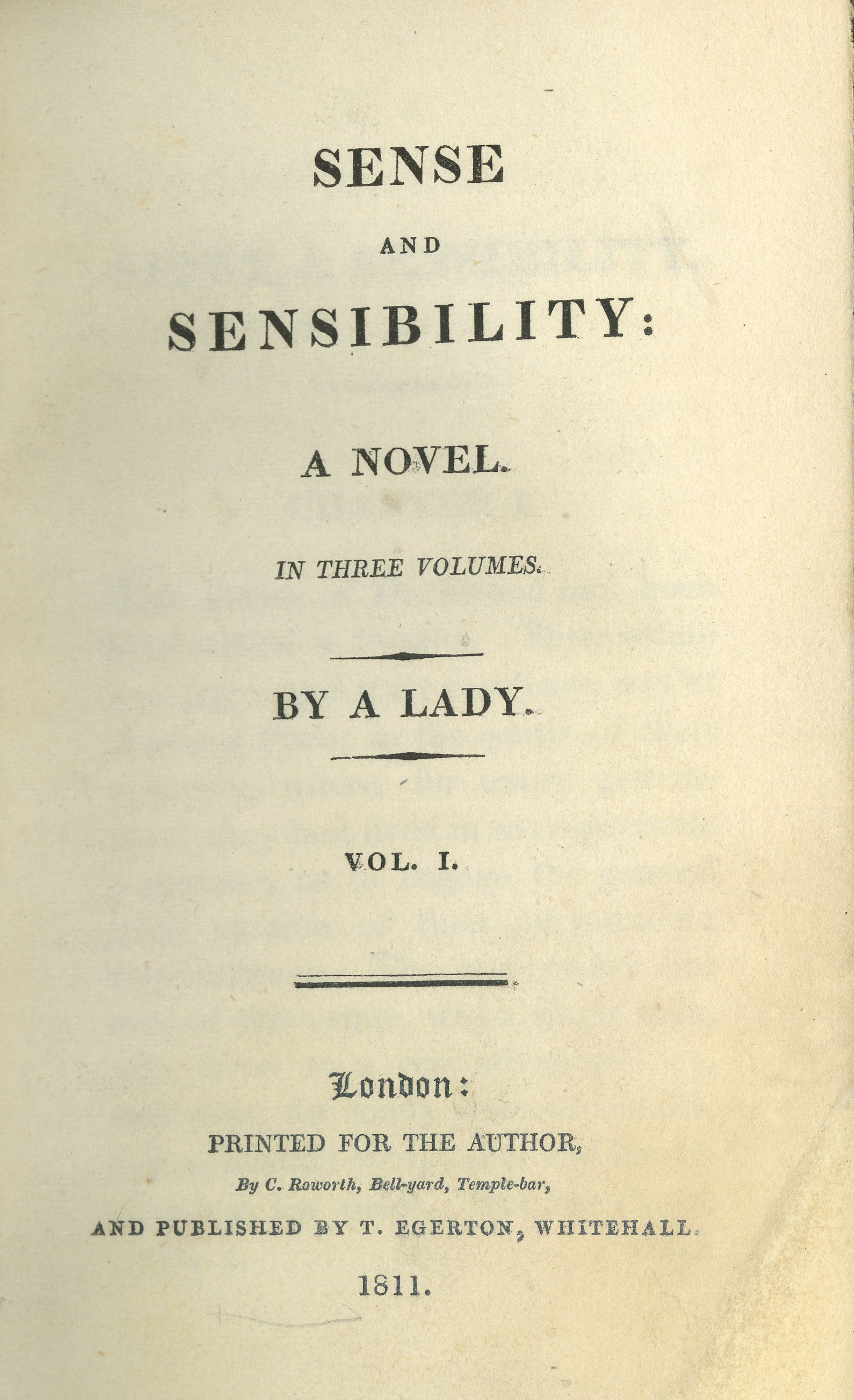
Titelblatt der ersten Ausgabe von Verstand und Gefühl (1811), als Autorin wird nur „a lady“ genannt

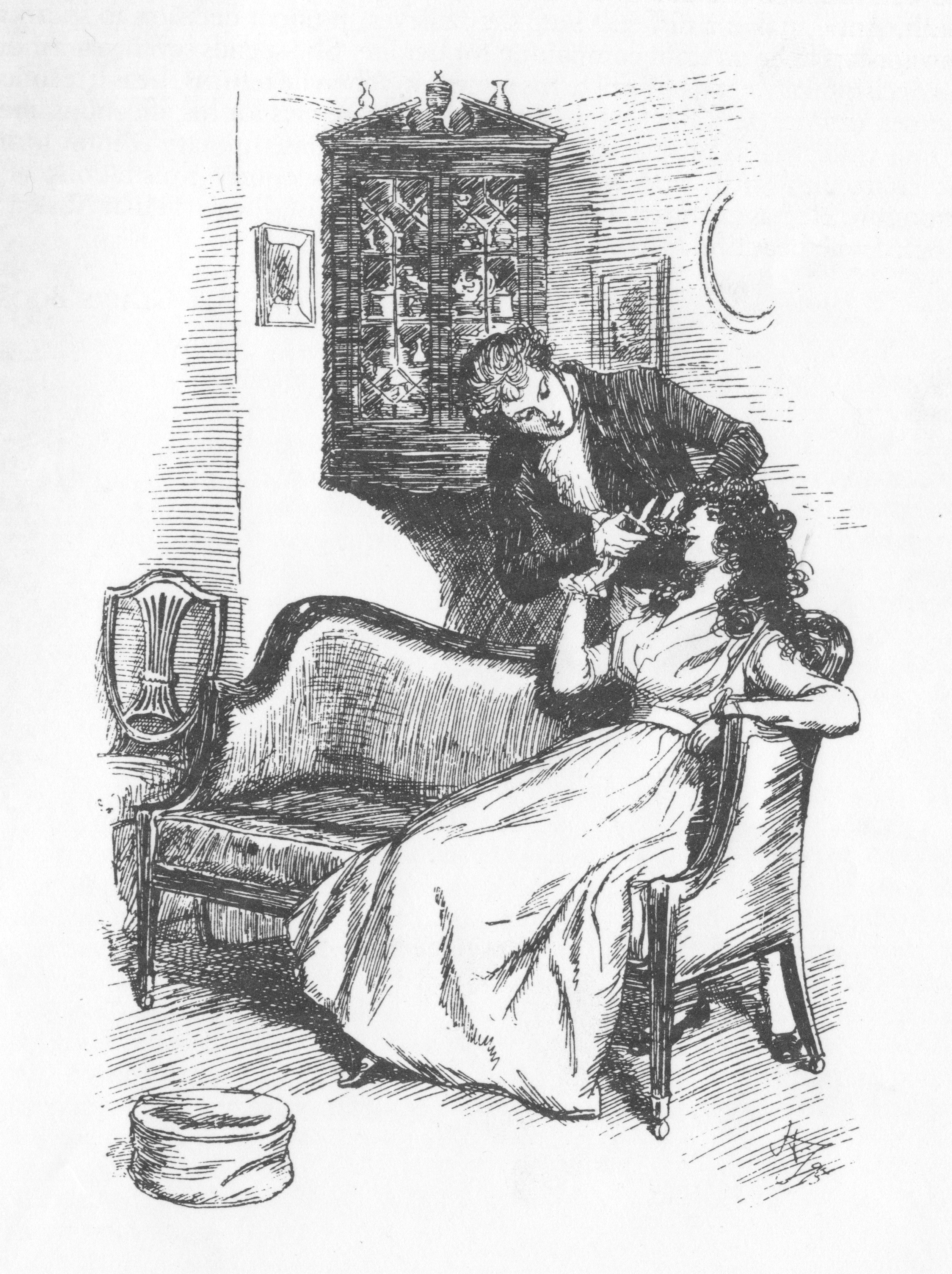
Willoughby schneidet Marianne als Liebespfand eine Locke ab, Illustration zum 12. Kapitel von Hugh Thomson

Verstand und Gefühl (übersetzt auch als Vernunft und Gefühl bzw. Sinn und Sinnlichkeit, Originaltitel Sense and Sensibility) ist ein Roman von Jane Austen. Zusammen mit Stolz und Vorurteil (Pride and Prejudice) und Die Abtei von Northanger (Northanger Abbey) gehört er zu ihren frühen Romanen, die sie um 1795 als noch nicht zwanzigjährige Autorin verfasste. Der Roman wurde erst 1811 veröffentlicht.

## Handlung
In diesem Roman stehen zwei Schwestern im Mittelpunkt, Elinor und Marianne Dashwood. Nach dem Tod ihres Vaters sind sie sowie ihre Mutter und ihre jüngere Schwester Margaret gezwungen, ihr bisheriges Zuhause (das Gut Norland Park) zu verlassen, da Mr. Dashwoods Sohn aus erster Ehe das Anwesen erbt und für sich beansprucht.
Elinor, mit neunzehn die älteste der Dashwood-Schwestern, verlässt ihr Zuhause nur ungern, da dort ihr Schwager Edward Ferrars zurückbleibt, in den sie sich bald nach ihrem Kennenlernen verliebt hat. Da dessen Mutter sich jedoch eine finanziell angemessene Partnerin für ihren Sohn wünscht, macht sich die hübsche, aber fast mittellose Elinor von vornherein keine überzogenen Hoffnungen. Dies führt dazu, dass ihre jüngere Schwester Marianne bisweilen an Elinors Zuneigung zu Edward zweifelt, weil sie nicht glaubt, dass sich wahre Liebe so einfach unterdrücken lassen kann, wie Elinor es zu tun scheint.
Marianne wird bald nach ihrem Umzug von dem gutaussehenden Mr. Willoughby „gerettet“, als sie sich während eines Spaziergangs den Knöchel verstaucht und nicht mehr gehen kann. Die offene und emotionale Marianne braucht nicht lange, um sich in ihren charmanten Retter zu verlieben; dieser scheint ihre Zuneigung zu erwidern. So ist es kein Wunder, dass Marianne keinerlei Interesse an dem älteren und zurückhaltenderen Oberst Brandon zeigt, der sich wiederum in sie verliebt hat.
Nach einiger Zeit gegenseitiger Annäherung und gemeinsamer Unternehmungen reist Willoughby hastig und überstürzt nach London ab, ohne Marianne einen Grund anzugeben. Marianne – die an diesem Tag fest mit einem Heiratsantrag gerechnet hat – ist todunglücklich und versinkt in Selbstmitleid. Da kommt ihr eine Einladung der Nachbarin Mrs. Jennings, die sie und Elinor mit nach London nehmen will, gerade recht. Ihre Schwester ist weniger begeistert, weil sie inzwischen erfahren hat, dass Edward – der sich ebenfalls in London aufhält – schon seit fünf Jahren verlobt ist. Aus Rücksicht auf Mutter und Schwester, die schon genug unter Willoughbys Verhalten leiden und weil ihr diese Information als Geheimnis anvertraut wurde, hat Elinor jedoch niemandem etwas davon gesagt, weswegen Marianne fest daran glaubt, dass Elinor sich über diese Gelegenheit freuen müsste. Elinor wird von Mutter und Schwester überstimmt, und beide reisen mit Mrs. Jennings nach London.
Dort kommt es auf einem Ball zum Wiedersehen mit Willoughby, der auf keinen von Mariannes zärtlichen Briefen geantwortet hat. Entgegen Mariannes Erwartungen behandelt er sie kühl. Sie ist am Boden zerstört, als sie bald danach von seiner Verlobung mit einer reichen Dame erfährt. Wieder leidet Marianne unendlich und gibt sich ihrem Kummer hin. Kurz darauf besucht Oberst Brandon Elinor und Marianne in London. Er möchte Marianne – die noch immer an Willoughby hängt – helfen, sich von ihm zu lösen, und erzählt Elinor, dass Willoughby sein Mündel – ein junges Mädchen und Tochter seiner Jugendliebe Eliza – verführt und dann schwanger sitzen gelassen hat. Marianne beschäftigt nun die Frage, ob er mit ihr vielleicht etwas Ähnliches vorhatte. Die Nachricht von Edward Ferrars Verlobung lenkt sie allerdings vorübergehend ab: Sie ist entsetzt, dass Elinor ihr diese Tatsache so lange verschweigen konnte, und macht sich Vorwürfe, weil ihre Schwester auch unter Liebeskummer litt und sie sich nur um sich selbst gekümmert hat. Edward selbst wird von seiner Mutter aufgefordert, die Verlobung zu lösen, da seine Auserwählte noch ärmer ist als Elinor, aber er will zu seinem Wort stehen und wird deshalb enterbt. Der hilfsbereite Oberst Brandon – dem ein ähnliches Schicksal widerfahren ist – möchte dem jungen Paar helfen und bietet Edward über Elinor eine Pfründe an, die dieser nach kurzem Zögern annimmt.
Marianne möchte inzwischen unbedingt zurück zu ihrer Mutter. Unglücklicherweise erkältet sie sich unterwegs. Ihre Krankheit – deren Heftigkeit Marianne ignoriert – wird schließlich so schlimm, dass ihr Leben in Gefahr ist. In einer der folgenden Nächte trifft ein aufgelöster und inzwischen verheirateter Willoughby ein, der von Mariannes Zustand gehört hat, sich erkundigen und für sein Benehmen ihr gegenüber entschuldigen will. Er gibt an, dass er Marianne geheiratet hätte, wenn seine Tante ihn nicht aufgrund seines früheren Fehlverhaltens gegenüber Elizas Tochter enterbt hätte. Elinor verspricht, seine Erklärungen an Marianne weiterzugeben, die damit nun immerhin weiß, dass Willoughby sie geliebt hat.
Nach all diesen Verwicklungen und Abenteuern sind beide Schwestern froh, wieder in ihrem beschaulichen Haus bei Mutter und Schwester zu sein. Diese Ruhe wird jedoch bald durch die Nachricht von der Vermählung Mr. Ferrars zerstört, die Mrs. Dashwood zum ersten Mal klarmacht, dass Elinor ebenso sehr leidet wie Marianne, es nur nicht so sehr zeigt. Elinor ist in der Tat tief betrübt und weiß im ersten Augenblick auch nichts damit anzufangen, als Edward nur wenig später bei ihnen vor der Tür steht. Nach einigen Nachfragen bezüglich „Mrs. Edward Ferrars“ kommt heraus, dass Edwards einstige Verlobte den enterbten Geistlichen fallen gelassen und seinen jüngeren Bruder Robert geheiratet hat. Edward macht Elinor noch am selben Tag einen Antrag und beide lassen sich nach der Hochzeit in Delaford in der Nähe von Oberst Brandon nieder. Da sich nun neben Elinor und Edward auch Mrs. Dashwood dafür einsetzt, dass Marianne Oberst Brandon heiratet, ist diese Verbindung nur eine Frage der Zeit. Marianne heiratet den verliebten Oberst mit einem Gefühl echter Wertschätzung, das erst im Laufe der Zeit zu Liebe wird.

## Hauptfiguren
Elinor Dashwood – Elinor Dashwood repräsentiert den „Verstand“ des Titels. Sie ist die neunzehnjährige älteste Tochter von Henry Dashwood und seiner Frau. Sie ist intelligent, aber wesentlich zurückhaltender als ihre Mutter und ihre Schwestern. Sie hat starke Gefühle, kann sie aber beherrschen und ihrem Realitätssinn unterordnen. Ihr stets beherrschtes und höfliches Benehmen lässt sie manchmal kühl und emotionslos wirken, besonders in den Augen ihrer Schwester Marianne.
Marianne Dashwood – Elinors siebzehnjährige emotional veranlagte Schwester, die das „Gefühl“ repräsentiert. Sie ist impulsiv und überschwänglich in all ihren Empfindungen – dabei durchaus intelligent – und vertritt ihren Geschmack und ihre Ansichten rigoros. Ihre zuweilen schonungslose Ehrlichkeit beleidigt oft ihre Umgebung, aber sie ist im Grunde herzensgut und großmütig und gibt ihre Fehler zu, wenn sie sie einsieht.
Henry Dashwood – Der Vater von Elinor und Marianne stirbt früh und hinterlässt seiner Frau und den Töchtern wenig. Das Gut Norland Park, auf dem sie bis dahin lebten, geht an John, Henry Dashwoods Sohn aus erster Ehe. Seine Witwe Mrs Dashwood und ihre Töchter müssen deshalb Gut Norland Park verlassen.
Mrs. Dashwood – Die Mutter von Elinor, Marianne und Margret. Sie gleicht Marianne im Wesen; sie ist ebenfalls offen und emotional, ihre Gefühle besiegen gelegentlich ihre Vernunft.
Margaret Dashwood – Die jüngste der Dashwood-Schwestern (13 Jahre alt) gleicht im Wesen mehr Marianne und ihrer Mutter als Elinor. Sie ist romantisch und offen, ohne aber die Intelligenz ihrer beiden Schwestern zu besitzen.
John Dashwood – Henry Dashwoods Sohn aus erster Ehe ist der Erbe von Norland Park. Er ist freundlich, schaut dabei aber stets auf die finanzielle Situation seines Gegenübers. Je reicher dieser ist, umso freundlicher ist er. Außerdem ist er leichtgläubig, so dass seine Frau ihn immer wieder von eigentlich richtigen und guten Ideen (z. B. seinen Halbschwestern mit Geld auszuhelfen) abbringen kann.
Fanny Dashwood – John Dashwoods Frau schaut sehr genau auf ihr Geld und ihren Vorteil. Sie ist egoistisch, snobistisch und kann aus diesem Grund nicht ertragen, dass ihr Bruder Edward Ferrars die fast mittellose Elinor heiraten könnte.
Edward Ferrars – Fannys älterer Bruder ist – im Gegensatz zu ihr – großmütig, freundlich und hat feste Grundsätze. Aus Langeweile hat er sich vor einigen Jahren heimlich verlobt, was seiner beginnenden Zuneigung zu Elinor im Weg steht. Seine Mutter erwartet Großes von ihm. Ein ruhiges Leben als Geistlicher auf dem Land wäre ihm am liebsten.
Robert Ferrars – Edwards jüngerer Bruder ist oberflächlich und der Liebling seiner Mutter. Mode und seine neue Kutsche sind seine Hauptinteressen.
Mrs. Ferrars – Die Mutter von Edward, Fanny und Robert ist eine herrische Person, die – wie ihre Tochter – sehr auf gesellschaftliche Positionen bedacht ist. Ihr Benehmen gegenüber Elinor ist ungerecht und beleidigend, da sie entschlossen ist, ihren ältesten Sohn gut zu verheiraten.
Oberst Brandon – Der schweigsame (und für einen Junggesellen recht alte, nämlich fünfunddreißigjährige) Colonel verliebt sich bald nach ihrer ersten Begegnung in Marianne, ist sich jedoch des Altersunterschieds und Mariannes offensichtlichen Desinteresses bewusst. Er war in seiner Jugend in eine Marianne ähnliche Frau verliebt, die ein grausames Schicksal erlitt und Oberst Brandon vor ihrem Tod bat, sich um ihre Tochter zu kümmern.
John Willoughby – Der charmante, hübsche, fünfundzwanzigjährige Willoughby teilt Mariannes Überschwang und Interessen, so dass sie bereits kurz nach ihrer ersten Begegnung unsterblich in ihn verliebt ist.
Lucy Steele – Edward Ferrars heimliche Verlobte. Sie ist hübsch, aber egoistisch und intrigant. Geld und Ansehen sind ihr wichtiger als Liebe.

## Ausgaben
Originalausgaben
- Sense and Sensibility. A novel, in three volumes. T. Egerton, London 1811 (Erstausgabe).
- Sense and sensibility. Authoritative text, contexts, criticism. Hrsg. von Claudia L. Johnson. Norton, New York 2002, ISBN 0-393-97751-X.

Deutsche Übersetzungen
- Gefühl und Verstand. Übersetzt von Erika Gröger, Aufbau, Berlin und Weimar 1972.
- Verstand und Gefühl. Übersetzt von Ursula und Christian Grawe. Reclam, Stuttgart 1982, ISBN 978-3-15-007836-5.
- Vernunft und Gefühl. Übersetzt von Ruth Schirmer. Manesse, Zürich 1984, ISBN 3-7175-1652-3.
- Verstand und Gefühl. Übersetzt von Angelika Beck. Insel, Frankfurt am Main 1991, ISBN 978-3-458-16198-1.
- Vernunft und Gefühl. Übersetzt von Rosemarie Bosshard, Goldmann, München 1998, ISBN 978-3-442-72125-2.
- Verstand und Gefühl. Übersetzt von Helga Schulz. dtv, München 2000, ISBN 978-3-423-12747-9.
- Gefühl und Verstand. Übersetzt von Manfred Allié und Gabriele Kempf-Allié, Fischer, Frankfurt am Main 2012, ISBN 978-3-596-95001-0.
- Vernunft und Gefühl. Übersetzt von Andrea Ott. Manesse, Zürich 2017, ISBN 978-3-7175-2354-3

Hörbuch
- Jane Austen: Sinn und Sinnlichkeit. Gekürzte Lesung von Sibel Kekilli. Random House Audio, Köln 2005, ISBN 3-89830-974-6.
- Jane Austen: Verstand und Gefühl. Ungekürzte Lesung. Dt. von Ursula und Christian Grawe. Regie: Vera Teichmann. Gelesen von Eva Mattes. Argon-Verl., Berlin 2010, ISBN 978-3-8398-9011-0.

## Adaptionen
- Jane Austen: Sense & Sensibility. Graphic Novel von Nancy Butler (Text), Sonny Liew (Zeichnung), Marvel Comics, New York 2010, ISBN 978-0-7851-4819-7.

## Verfilmungen
- Sinn und Sinnlichkeit. USA 1995, Regisseur: Ang Lee
- Sinn und Sinnlichkeit. Großbritannien 2008, Mini-Serie, produziert von der BBC[1]
- Sense and Sensibilit. 2013, Regisseur: Brian Brough

## Sekundärliteratur
- Isobel Armstrong: Jane Austen: Sense and sensibility . Penguin, London 1994, ISBN 0-14-077270-7.
- Gene W. Ruoff: Jane Austen's sense and sensibility. Harvester Wheatsheaf, New York 1992, ISBN 0-7450-0888-7.